# Dietrich DP III
Die Dietrich DP III war eine Entwicklung der Dietrich-Gobiet Flugzeugwerk AG für ein achtsitziges Passagierflugzeug aus dem Jahr 1924.

## Entwicklung
Nachdem die Dietrich DP.I und Dietrich DP.II bzw. DP.IIa bei der Richard Dietrich Flugzeugbau GmbH durch Geyer, Kirchner und Gerner bis zur Serienreife entwickelt wurden, war die Dietrich DP.III die erste Flugzeugentwicklung, die bei der Dietrich-Gobiet Flugzeugwerk AG (DGF) in Angriff 1923 in Angriff genommen wurde.
Die Dietrich DP.III gehörte zu einer Gruppe von drei Flugzeugentwicklungen, die für kommerzielle Einsatzzwecke ausgelegt wurden. Ursprünglich waren diese Entwicklungen zur Erstausrüstung der Dietrich-Gobiet Luftverkehr GmbH für die Aufnahme eines Kasseler Luftverkehrs vorgesehen. Bereits Ende 1923 wurden allerdings Anzeigen geschaltet, mit denen die Dietrich DP.III auch für andere Betreiber beworben wurde. Der Bau eines Prototyps wurde 1924 in Kassel begonnen. Zumindest der Rumpf wurde weitgehend fertiggestellt.
Nachdem die Aufnahme des Luftverkehrs für die Dietrich-Gobiet Luftverkehr GmbH 1924 nicht mehr im Vordergrund stand und keine weiteren Interessenten für das Mittelstrecken-Verkehrsflugzeug existierten, wurde die Entwicklung vermutlich im Herbst 1924 abgebrochen. Der DP.III-Rumpf wurde gelegentlich auf Lehrausstellungen in Kassel gezeigt und befand sich noch im Frühjahr 1925 in den Werkshallen der DGF.
In der Klasings Flugzeug-Modellbogen-Reihe wurde mit dem Doppelbogen Nr. 6 noch 1929 ein Papiermodell der Dietrich-Gobiet DP.III-Verkehrslimousine vertrieben.

## Konstruktion
Ausgelegt wurde die DP.III als freitragender Hochdecker in Holzbauweise mit rechteckigem Rumpfquerschnitt. Anstelle der üblichen Holz- oder Stoffbeplankung kamen Duralumin-Panele zum Einsatz, die einerseits Witterungseinflüssen besser widerstanden und andererseits die Brandgefahr reduzieren sollten. Die beiden offenen Pilotensitze befanden sich vor der geschlossenen Passagierkabine, die mit sechs Sitzen und großen Fenstern ausgestattet war. Unterhalb der Pilotensitze war ein Gepäckraum angeordnet. Als Antrieb war ein 200 PS starker Benz Bz.IV-Motor vorgesehen. In den Grundabmessungen und Gewichten entsprach die DP.III etwa der Fokker-Grulich F.III.
Ein erster Entwurf, der sich noch in Grundzügen an der DP.IIa orientierte, entstand bereits 1923. Nachdem Erich von Knüpffer die Konstruktionsleitung übernommen hatte, entstand 1924 ein weitgehend neuer Entwurf mit vereinfachtem Leitwerk und rechteckigen Auftriebsflächen mit vollständig integrierten Ruderflächen, sowie deutlich dickerem, dreiteiligem Flügel. Knüpffers Entwurf zeigt außerdem eine Rumpfverjüngung hinter der Passagierkabine. Anstelle des Bz.IV-Motors verwendete von Knüpffer einen 170 PS starken Rolls-Royce-Falcon-Motor.
Mit einer projektierten Reichweite von 1000 km hätte die DP.III von Kassel Strecken zu allen deutschen Wirtschaftszentren überregional bedienen können.

## Technische Daten
| Kenngröße             | Daten ∗                                          |
| --------------------- | ------------------------------------------------ |
| Besatzung             | 2 Piloten                                        |
| Passagiere            | 6                                                |
| Länge                 | 12,10 m                                          |
| Spannweite            | 18,40 m                                          |
| Höhe                  | 3,30 m                                           |
| Flügelfläche          | 46,50 m²                                         |
| Flügelstreckung       | 7,3                                              |
| Flächenbelastung      | 49,4 kg/m²                                       |
| Leistungsbelastung    | 9,2 kg/PS                                        |
| Rüstmasse             | 1310 kg                                          |
| Zuladung              | 990 kg                                           |
| Startmasse            | 2300 kg                                          |
| Antrieb               | ein Rolls-Royce Falcon-Motor mit 170 PS (125 kW) |
| Höchstgeschwindigkeit | 160 km/h                                         |
| Gipfelhöhe            | 3000 m                                           |
| Aktionsradius         | maximal 960 km                                   |